# Vosbles-Valfin
Vosbles-Valfin – gmina we Francji, w regionie Burgundia-Franche-Comté, w departamencie Jura. W 2013 roku liczba ludności wynosiła 195 mieszkańców. 
Gmina została utworzona 1 stycznia 2018 roku z połączenia dwóch ówczesnych gmin: Valfin-sur-Valouse oraz Vosbles. Siedzibą gminy została miejscowość Vosbles.